# Maulwurfsnatter
Die Maulwurfsnatter (Pseudaspis cana) ist eine in nahezu ganz Südafrika vorkommende natternartige Schlangenart. Sie ist die einzige Art der damit monotypischen Gattung Pseudaspis.

## Merkmale

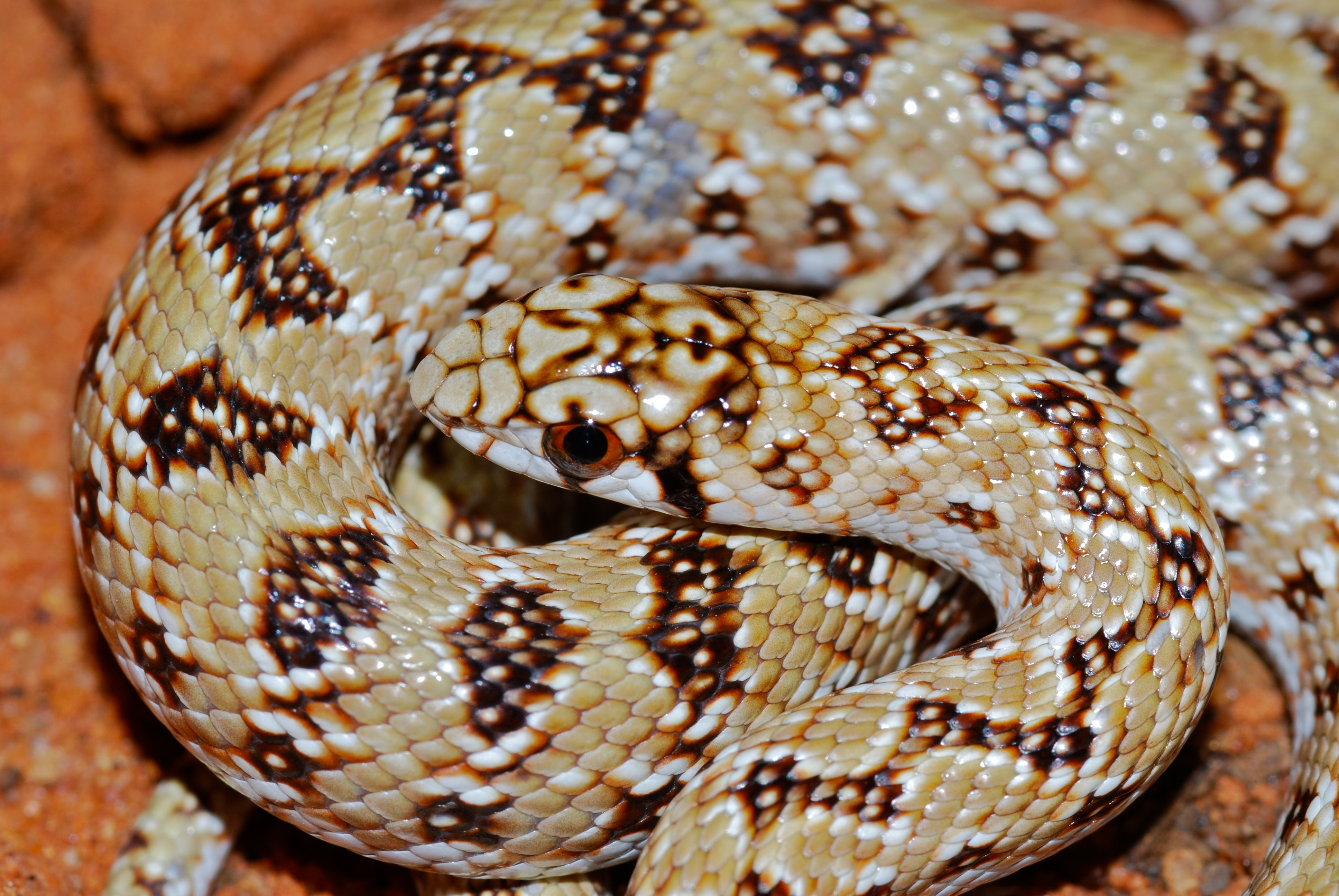
Junges Exemplar

Färbung und Größe der Maulwurfsnatter können je nach Verbreitungsgebiet stark variieren. Im Süden vorkommende Tiere sind in der Regel einheitlich schwarz, während Schlangen aus nördlichen Gebieten braun, rotbraun, grau oder sogar gelblich sind. Jungtiere tragen ein braunes Jugendkleid, mit dunkelbraunen oder schwarzen Sattelflecken, die im Laufe der Zeit immer mehr verblassen. Die heller als der Rücken gefärbte Bauchseite ist oft weißlich oder cremefarben. Die Länge erwachsener Tiere schwankt zwischen 100 cm und 200 cm.
Maulwurfnattern sind ausgesprochen kräftig und wirken zuweilen regelrecht bullig. Der Kopf geht nahezu ansatzlos in den muskulösen Körper über. Die Schnauze ist leicht abgeflacht und deutet auf das grabende Verhalten dieser Schlange hin.

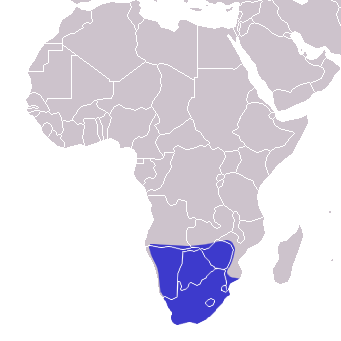
Verbreitungsgebiet der Maulwurfsnatter

## Verbreitung und Lebensraum
Das Verbreitungsgebiet der Maulwurfsnatter erstreckt sich über nahezu das gesamte südliche Afrika. Man findet sie sowohl in der Kapprovinz (einschließlich Robben Island), wie auch in Simbabwe, Botswana und Namibia, wo sie die unterschiedlichsten Lebensräume bewohnt. Ihrer Beute folgend, findet man sie oft auf Farmen.

## Lebensweise
Wie der Name schon andeutet, verbringt die Maulwurfnatter viel Zeit unter der Erde. Besonders Jungtiere graben aktiv in lockeren Böden um sich zu verstecken. Ältere Tiere sind häufiger an der Oberfläche zu sehen. Oft bewohnen diese Schlangen Nagetierbauten, deren ursprüngliche Bewohner nicht selten zuvor von ihnen gefressen wurden. 
Ausgewachsene Nattern jagen Goldmulle, Mäuse, Ratten und nahezu jedes andere kleine Säugetier, das sie überwältigen können. Damit übernehmen sie in vielen Regionen die Aufgabe eines Schädlingsbekämpfers. Auch Eier und Vögel sollen zum Beutespektrum gehören. Jungtiere ernähren sich hauptsächlich von kleinen Echsen. 
Trotz des oft unterirdischen Lebens ist die Maulwurfsnatter recht anpassungsfähig und kann sowohl klettern als auch schwimmen.

## Verhalten
Maulwurfnattern sind aktive Jäger, die ihre Beute verfolgen und durch das Umschlingen mit ihrem massigen Körper töten. Manchmal lauern sie allerdings auch ihrer Beute auf, indem sie knapp unter der Erdoberfläche verborgen warten, bis ein passendes Nagetier in Reichweite kommt. Ist dies der Fall, ermöglicht es ihr muskulöser Körper nahezu explosionsartig an die Oberfläche zu schnellen und blitzartig das Opfer zu überwältigen. Gerade jüngere Tiere haben hierbei oft eine Reichweite von ca. 80 % der eigenen Körperlänge. 
Bei Bedrohungen erweisen sich Maulwurfsnattern zuerst als scheu und flüchten. Wird ein bestimmter Abstand unterschritten oder das Tier in die Enge gedrängt, wandelt sich ihr Verhalten in ungestüme Aggressivität. Vor allem Jungtiere legen vor einem Angriff ihren Körper in Schlingen und warnen mit einem lauten, metallischen Fauchen. Aufgrund dieses Verhaltens werden sie bisweilen mit Puffottern oder Sandrasselottern verwechselt. Adulte Tiere werden häufig für Kapkobras gehalten.

## Fortpflanzung
Eine Besonderheit im Balzverhalten der Maulwurfsnattermännchen ist es, dass sie sich in der Paarungszeit nicht mit harmlosen Kommentkämpfen zufriedengeben, sondern ernsthaft und blutig gegeneinander kämpfen. Nicht selten fügen sich die Kontrahenten mit den Fangzähnen klaffende Wunden zu, die sogar die Knochen freilegen können. In freier Natur sind häufig große, alte Männchen zu beobachten, die über den Körper verteilt beträchtliche Narben aufweisen. 
Die Paarung findet vom Frühsommer bis zum Oktober statt. 
Im Gegensatz zu den meisten anderen Nattern sind Maulwurfsnattern vivipar, bringen also voll entwickelte Jungen zur Welt. Die Geburt der Jungen findet im März und April statt. 
Je nach Größe gebären die Weibchen 30 bis 50 Jungtiere. In einem Ausnahmefall brachte eine Maulwurfsnatter im Zoo von London 95 lebende Junge zur Welt. Bei der Geburt sind die Jungen 20–30 cm groß.